# Depot Immermannstraße

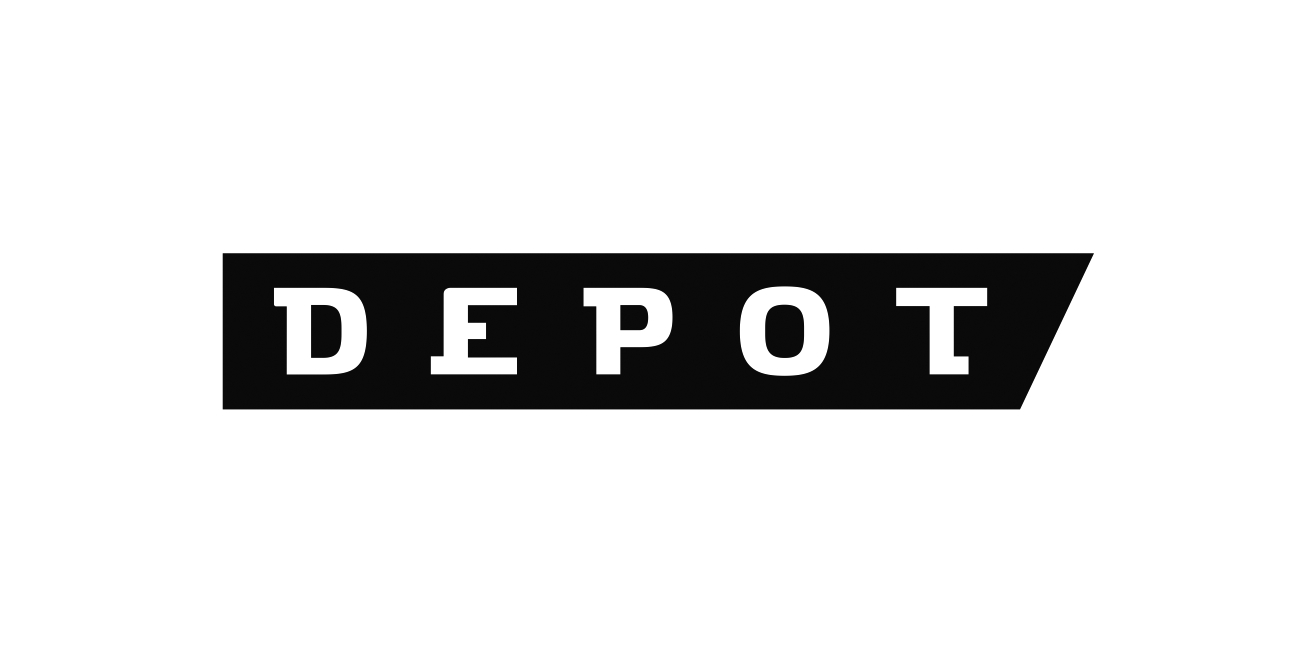
Logo des Depot e. V.

Das Depot Immermannstraße ist eine ehemalige Straßenbahnwerkstatt der Dortmunder Stadtwerke in Dortmund. Das denkmalgeschützte Gebäude am Fredenbaumpark dient heute als Kunst- und Kulturzentrum und ist Teil der Route der Industriekultur.

## Geschichte

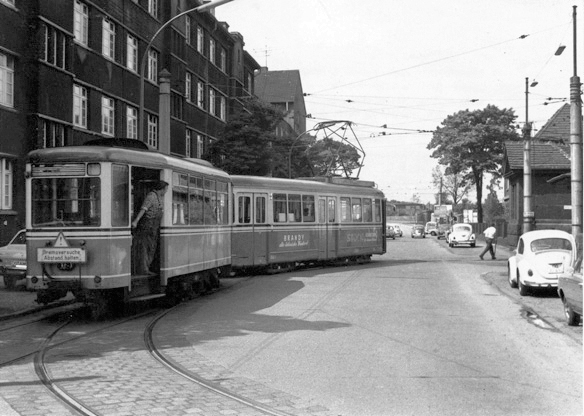
Ansicht der Immermannstraße an der Einfahrt in die ehemalige Straßenbahnwerkstatt (1972)

Nach Umstellung der Dortmunder Straßenbahn von Pferdebahn auf elektrischen Betrieb benötigten die neuen Fahrzeuge eine Abstellmöglichkeit. Nachdem die Stadt Dortmund die Verkehrsbetriebe erworben und den öffentlichen Personennahverkehr zur kommunalen Aufgabe gemacht hatte, wurde unweit der ersten Linie eine Wagenhalle und ein Verwaltungsgebäude errichtet. Später entstand hier eine weitere Wagenhalle und in den Jahren 1915 und 1916 wurde durch die Architekten Karl Pinno und Philipp Bachmann die Zentralwerkstatt der Dortmunder Straßenbahn errichtet.
Durch zwei Weltkriege nahezu unbeschädigt, stellte die Werkstatt einen Teil städtischer Infrastruktur dar und ist ein Zeitdokument für die architektonische Entwicklung des Industriebaus am Ende des 19. Jahrhunderts. Obwohl der Betriebshof der Dortmunder Stadtwerke bereits 1973 geschlossen wurde, blieb die Werkstatt noch bis 1996 in Betrieb. Nach der endgültigen Aufgabe des Gebäudes durch die Dortmunder Stadtwerke wurde ein neues Nutzungskonzept gesucht und mit der Kulturinitiative Depot Dortmund, einem Zentrum für Handwerk, Kunst, Medien und Nachbarschaft, gefunden.

## Das Gebäude

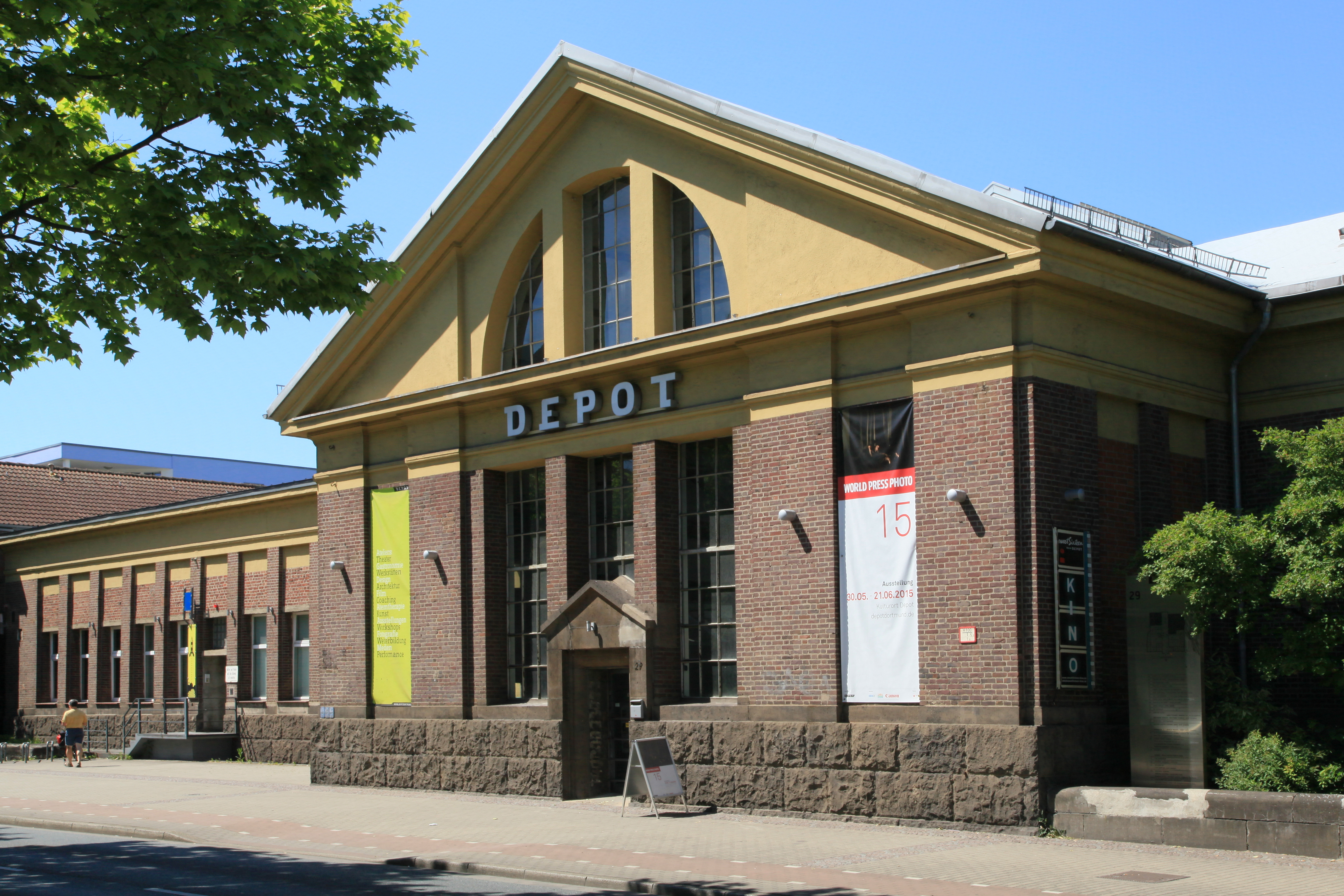
Depot.Kulturort, Frontalansicht

Das weitgehend eingeschossige Gebäude mit einer neoklassizistischen Ziegelfassade hat eine Grundfläche von 87 Meter Länge und 89 Meter Tiefe. Den Mittelteil bildet eine 89 m lange, 15 m breite und im First ca. 10 m hohe Halle, in der sich die Schiebebühne befand, die dem Transport der Straßenbahnwagen in die verschiedenen Werkstätten diente. Das Hauptdach der Mittelhalle wird von einer filigranen Stahlfachwerkkonstruktion mit Zugband getragen; dieses seltene Tragsystem aus Doppelwinkeln findet sich in heutigen Bauweisen nicht mehr wieder und ist ein Grund mit dafür, dass das Gebäude 1990 als Baudenkmal in die Denkmalliste der Stadt Dortmund eingetragen wurde. Der Umbau zum heutigen Kulturort Depot erfolgte in den Jahren 1997–2001, wobei die ursprünglichen Konstruktionselemente überall sichtbar blieben und gestalterisch in das neue architektonische und räumliche Konzept einbezogen wurden.

## Projekt Depot

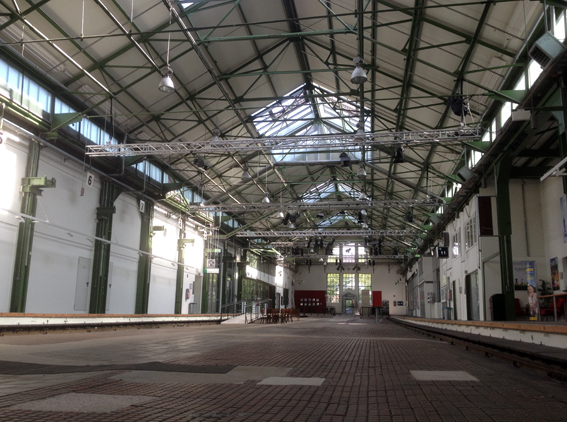
Innenansicht der großen Mittelhalle im Depot Immermannstraße

1995 gründeten die Mitglieder der Kulturwerkstatt Depot in der Kleverstraße, Dortmund, zusammen mit weiteren Interessenten den „Verein zur Förderung der Zusammenarbeit von Künstlerinnen und Künstlern und Handwerkerinnen und Handwerkern verschiedener Gewerke e. V.“, wenig später in „Depot e. V.“ umbenannt. Zweck des Vereins war es, die ehemalige Straßenbahnwerkstatt der Dortmunder Stadtwerke zu mieten und in ein Kulturzentrum umzubauen. Auf diese Weise konnte das Gebäude, das für die ehemalige Bestimmung nicht mehr zu nutzen war, erhalten und mit neuem Leben gefüllt werden. Es wurden Verhandlungen mit dem Ministerium für Städtebau, Kultur und Sport über eine Förderung des Projekts im Rahmen des Städtebauförderungsprogramms des Landes NRW geführt. Die Landesregierung bewilligte insgesamt 6,5 Mio. DM für die Sanierung, Um- und Ausbau des Depot-Gebäudes und 1,2 Mio. DM. für die Förderung der Projektentwicklung in den ersten 5 Jahren. Die Mitglieder des Vereins Depot mussten für 550.000 DM Eigenleistung erbringen. Die Architekten des Umbaus waren Depot-Mitglieder Arno Schneider und Jens Kaulisch.
1996 wurde das Projekt von der Internationale Bauausstellung (IBA) aufgenommen. Für die weitere Projektentwicklung wurden unter Beteiligung von Land, Bezirksregierung, Stadtwerken als Gebäudeeigner und Stadt Dortmund drei von der IBA moderierte und durch Fachleute unterstützte Werkstattgespräche vereinbart. Auf der Grundlage einer konkretisierten Projektkonzeption wurden ein Finanzierungsrahmen, ein Förderkonzept und der zeitliche Rahmen der Projektentwicklung erarbeitet. 1996 zogen die ersten Nutzer in das Provisorium Immermannstraße ein.
1998 gewann die Stadt Dortmund mit dem Depot-Projekt einen Landespreis für nachhaltige Stadtentwicklung. Die Preisgelder wurden dafür eingesetzt, die marode Nordfassade der großen Mittelhalle zu erneuern. Unter dem Stichwort „Licht ins Depot“ wurde die Giebelwand verglast und damit der Blick in den Grünraum des Fredenbaumparks geöffnet. Um der Instandsetzung des Depotgebäudes trotz knapper Mittel auch eine ökologische Dimension zu geben, beteiligte sich der Depot e. V. 1999 an der landesweiten Ausschreibung der Emschergenossenschaft „Route des Regenwassers“. Das Projekt umfasste die Dachentwässerung, die Anlage von Sickermulden, die Umnutzung der vorhandenen alten Öltanks, die Anlage eines Brauchwassernetzes, die Begrünung der Außenanlagen, eine Teichanlage und ein Wasserspiel. Durch die Brauchwassernutzung und die Gebührenersparnis trägt dieses Projekt langfristig zu einer Senkung der eigenen Betriebskosten bei. 2001 wurde unter dem Motto: „Fix und fertig“ das Depot mit einer zweitägigen Kulturveranstaltung eröffnet.

## Depot.Kulturort

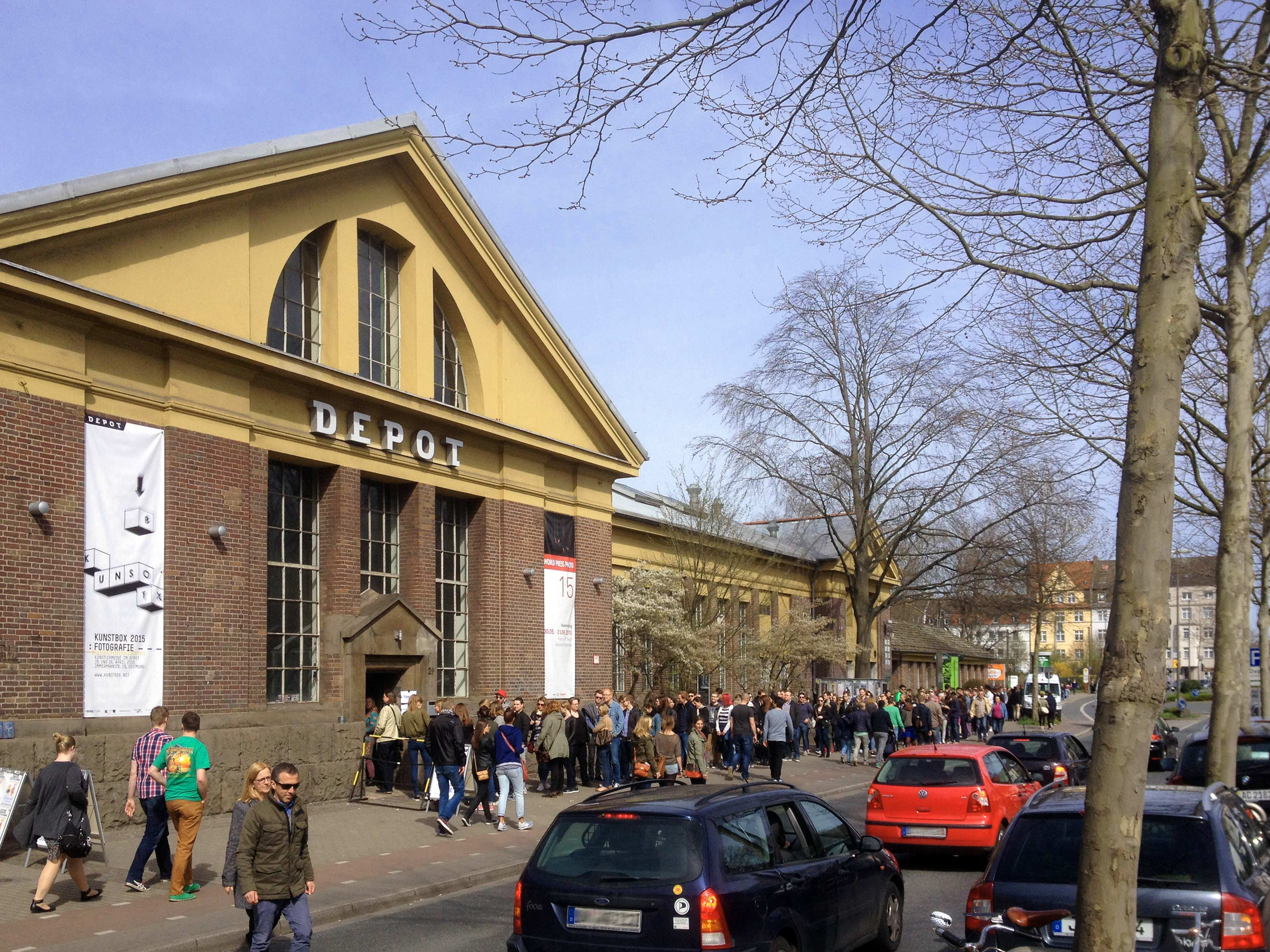
Besucherandrang vor dem Depot

Im Depot sind seit 2001 ca. 40 Einzelpersonen, Gesellschaften, Vereine und Büros ansässig. Hier arbeiten Architekten, Designer, Dozenten, Fotografen, Grafiker, Bildende und Darstellende Künstler. Neben vielen Künstlerateliers befinden sich hier das Theater im Depot, das Kino sweetSixteen, eine Galerie, das Redaktionsbüro Nordstadtblogger, weitere Büros und Gastronomie. Es finden regelmäßig Märkte, Messen, Tanzaufführungen, Ausstellungen, Workshops und andere Veranstaltungen statt. Ein Beispiel ist der regelmäßig stattfindende Nachtflohmarkt, dem der Dortmunder Musiker Hans Blücher einen eigenen Song gewidmet hat. Das Depot ist unter anderem Spielort der Extraschicht und Leseort des Literaturfestivals Mord am Hellweg. Die außergewöhnliche Architektur des Gebäudes bietet zudem den Rahmen für weitere Nutzungsmöglichkeiten. Für bis zu 750 Personen können Räumlichkeiten für Empfänge, Galadiners, Kongresse, Tagungen und Tagesveranstaltungen gemietet werden. Das Depot ist weitgehend barrierefrei. Eine Ausnahme bilden wenige Ateliers im ersten Stock, die über keinen Aufzug verfügen. Ein Behinderten-WC ist vorhanden. Der Depot e. V. ist Mitglied in der Kulturmeile Nordstadt, LAG Soziokultur NRW.